# 氯化银电极
氯化银电极（Silver chloride electrode）是一种参比电极，常用于电化学测量。 出于环境原因，它已广泛取代饱和甘汞电极。 例如，它通常是pH计中的内部参考电极，并且经常用作还原电位测量的参考。 作为后者的一个例子，氯化银电极是最常用的参比电极，用于测试海水环境中的阴极保护腐蚀控制系统。
AgCl 不是由Ag+和Cl-直接结合形成的，而是通过首先由Ag+和Cl-结合形成的可溶物质AgCln + 1–n  (0 ≤ n ≤ 3) 转化为固体 AgCl 相而形成。